# Muzeum Korali i Kamei

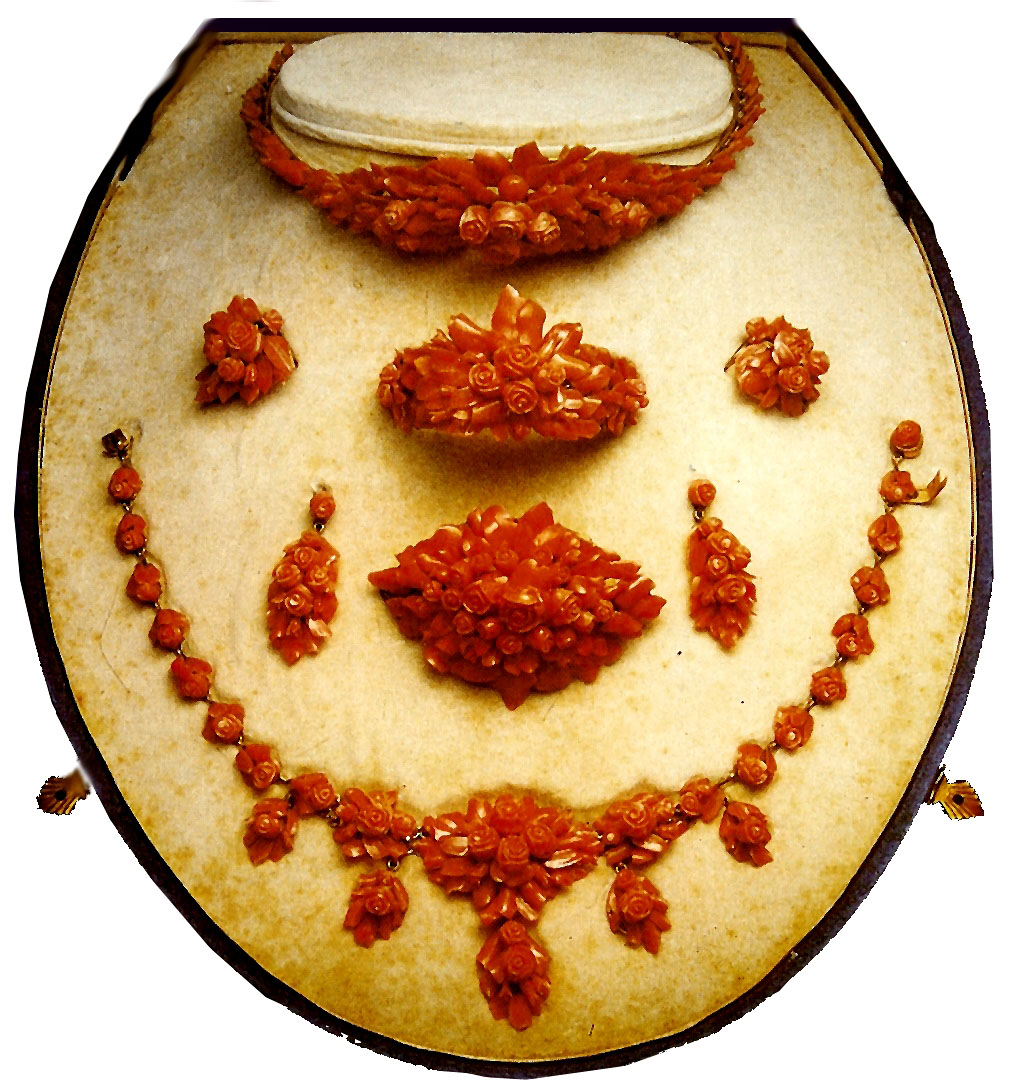
Koralowa biżutera i zrealizowana dla Królowej Faridy z Egiptu. Warsztaty Ascione, 1938, Neapol. Muzeum Korali

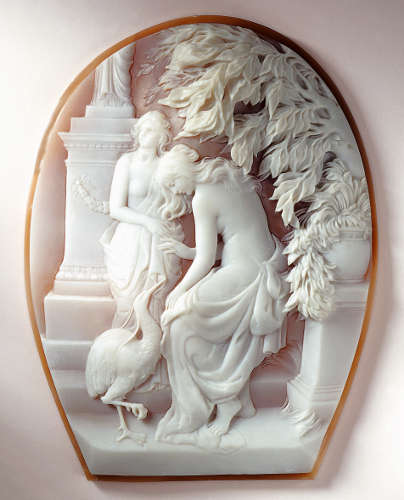
Kamea. Warsztaty Ascione, 1925, Neapol, Muzeum Korali

Muzeum Korali i Kamei (wł. Museo del corallo) – muzeum koralowej biżuterii i kamei mieszczące się w Galleria Umberto I w Neapolu, naprzeciwko Teatru San Carlo (opera) oraz w pobliżu Pałacu Królewskiego. 
Muzeum posiada programy edukacyjne i artystyczny, pokazujące nie tylko setki przykładów koralowej biżuterii i kamei produkowanych w warsztatach w Torre del Greco między 1805 i 1950 r., ale także stare dokumenty, narzędzia, maszyny i obrazy.